# Берлинская радиобашня
Берли́нская радиоба́шня (нем. Berliner Funkturm) — радиомачта в берлинском округе Шарлоттенбург-Вильмерсдорф на территории Мессе Берлин, является узнаваемым символом германской столицы. Берлинцы в шутку называют радиовышку «Дылдой» (нем. Langer Lulatsch).
Башня была возведена из стали в 1924-1926 годах по проекту архитектора Генриха Штраумера и открылась 3 сентября 1926 года по случаю третьей большой немецкой радиовыставки. Находится под охраной государства как исторический памятник. Радиовышка стоит во внутреннем дворе комплекса Messe Berlin. В настоящее время принадлежит компании Deutsche Funkturm (DFMG), дочерней компании Deutsche Telekom. Высота башни вместе с антенной составляет 146,78 м, смотровые площадки находятся на высоте 48,1 м, 51,6 м, 121,5 м и 124 м.
Радиовышка должна была выполнять несколько функций: быть носителем антенны, сигнальной вышкой для авиации и смотровой площадкой с рестораном. Берлин был колыбелью радио в Германии: отсюда в октябре 1923 года первая немецкая радиостанция осуществила первую трансляцию. В 1929 году с неё велась первая в мире телевизионная трансляция. В 1945 году взрывом была повреждена одна из опор радиовышки, которую пришлось заменить. Для этого изготовили «винт» весом 800 кг, и таким образом вышку удалось удержать на трёх опорах. Угловые стойки крепятся на конструкциях из фарфора Королевской фарфоровой мануфактуры и выдерживают общий вес 600 т. До 1962 года на радиовышке находилась передающая антенна берлинской радиостанции. Со смотровой площадки на высоте 124 м и из ресторана в стиле ретро на высоте 51,6 м открывается замечательный вид на город, в том числе на гоночную автотрассу АФУС.
После открытия в 1979 году Берлинского международного конгресс-центра, связанного пешеходным мостом с Мессе Берлин в непосредственной близости от радиобашни, во дворе вокруг неё построили специальные конструкции, которые позволяют транспортировать организационное оборудование с помощью грузового лифта к так называемой сцене (нем. Fahrstraße-Bühne), расположенной под пешеходным мостом.